# Sylvia Jebiwott Kibet
Sylvia Jebiwott Kibet, kenijska atletinja, * 28. marec 1984, Kapchorwa, Kenija.
Nastopila je na poletnih olimpijskih igrah leta 2008 in osvojila bronasto medaljo v teku na 5000 m. Na svetovnih prvenstvih je osvojila srebrni medalji v isti disciplini v letih 2009 in 2011, na igrah kupnosti narodov pa srebrno medaljo leta 2010 .